# Гоголи-Яновские
Го́голи-Яно́вские — украинский священнический, казацко-старшинский, а впоследствии и дворянский род, который происходит от Иакова Гоголя (первая пол. XVII в.).
Род, по недостаточности представленных доказательств, записан в III часть родословной книги Полтавской губернии. Потомство подполковника Василия Ивановича Гоголя, сына врача Ивана Петровича, двоюродного брата Афанасия Демьяновича, записано во II часть родословной книги Новгородской губернии.

## Происхождение и история рода
Берёт начало от некоего Якова, жившего в XVII столетии. Сын его Иван Гоголь (по-польски Ян), епископ Пинский, являлся поборником унии. Широко известен полковник подольский Евстафий (Остап) Гоголь († 1679), сподвижник Дорошенко и Яна Собесского, получивший от последнего титул гетмана, в документах упоминаются также Прокофий и Ян Гоголи — польские шляхтичи.
Демьян Гоголь, священник села Кононовки и в Лубенском полку, по своему отцу шляхтичу Яну Гоголю стал называться — Гоголь-Яновский и, бывши в семье единственным сыном, стал родоначальником Гоголей-Яновских.
Сын Демьяна — Афанасий (Опанас) Демьянович (отец Василия Гоголя-Яновского и дед писателя Николая Гоголя), родившийся (1738), обучался в Киевской духовной академии, служил войсковым писарем, секунд-майор (1794—1798). 15 октября 1792 года Афанасий Демьянович получил дворянскую грамоту следующего содержания: «Рассмотрев предъявленные от Гоголя-Яновского о дворянском его достоинстве доказательства, признали оные согласными с предписанными на то правилами, вследствие коих он и род внесен в дворянскую родословную Киевской губернии книгу, в первую её часть».

## Критика
Сама фамилия Яновский может либо восходить к топониму Янов, либо быть производной от Яна, и в этом случае потомство Яна — Яновские. Но последнему противоречит тот факт, что фамилию Гоголь-Яновский позднее унаследовали представители другой семейной ветви, не являющейся потомками Яна и ведущей начало от Фёдора Яковлевича — родного брата Яна Яковлевича: Пётр Фёдорович, Иван Петрович, Василий Иванович и т. д.
Имеется версия, что прибавил к своей фамилии Яновский вторую — Гоголь, сын Демьяна — Афанасий (Опанас) Демьянович, что должно было подчеркнуть происхождение рода от известного казацкого полковника Остапа Гоголя.